# Ammónium-hidrogén-szulfid
Az ammónium-hidrogén-szulfid szervetlen vegyület, képlete NH4SH. Ammónium kationból és hidrogén-szulfid anionból álló színtelen, vízoldható só. Csillámos kristályokat alkot, azonban főként oldat formájában találkozhatunk vele. Hidrogén-szulfid és ammónia elegyítésével állítják elő.

## Előállítása
Ammónium-hidrogén-szulfid oldata előállítható úgy, hogy tömény ammónia-oldaton hidrogén-szulfid gázt áramoltatunk keresztül Egy 1895-ös részletes beszámoló szerint a hidrogén-szulfid szobahőmérsékleten reakcióba lép az ammónia tömény vizes oldatával, melynek során (NH4)2S·2NH4HS keletkezik. Ha ezt az anyagot 0 °C-ra hűtjük, majd további hidrogén-szulfiddal kezeljük, akkor (NH4)2S·12NH4HS keletkezik. Ennek az anyagnak a jéghideg oldatát 0 °C-on tartva és rajta folyamatosan hidrogén-szulfidot átáramoltatva a hidrogén-szulfid só keletkezik.
A hagyományos „bűzbomba” ammónium-szulfid vizes oldatából áll. Az ammónia és a hidrogén-szulfid könnyen felszabadul az oldatból, ami mutatja ennek az egyensúlynak a könnyű eltolhatóságát:
(NH4)SH{\displaystyle \rightleftharpoons }  NH3  +  H2S
Mind az ammónia, mind a hidrogén-szulfid rendkívül kellemetlen szagú gáz.

## Fordítás
Ez a szócikk részben vagy egészben az Ammonium hydrosulfide című angol Wikipédia-szócikk ezen változatának fordításán alapul.  Az eredeti cikk szerkesztőit annak laptörténete sorolja fel. Ez a jelzés csupán a megfogalmazás eredetét és a szerzői jogokat jelzi, nem szolgál a cikkben szereplő információk forrásmegjelöléseként.